# Jacques Fromentin
Pour les articles homonymes, voir Fromentin.
Jacques Fromentin, né à Alençon le 2 août 1754 et mort le 19 octobre 1830 à Marbaix, est un général français de la révolution et de l’Empire.

## Biographie
Jacques Fromentin s’engage en 1778 dans l’armée comme simple soldat. Il participe à de nombreux combats contre les Anglais aux Indes. Rallié à la Révolution, il est nommé lieutenant-colonel du premier bataillon de l'Orne en 1791. Il est de tous les combats que livre l’armée du Nord à l’Autriche et à la Prusse. Son bataillon est de ceux qui préparent la voie à la victoire de Jemmapes.
Sa bravoure lui vaut d’être promu commandant de la citadelle d’Anvers en 1793. Il assure, après la trahison de Dumouriez, la retraite des troupes françaises. Il est promu au grade de général de brigade, puis général de division après ses faits d’armes à la bataille d'Hondschoote.
Commandant l’aile gauche de son bataillon à la bataille de Wattignies les 15 et 16 octobre 1793, il est frappé de quatre coups de sabre à la tête et tombe de son cheval. Grièvement blessé lors d’une escarmouche, il est laissé pour mort sur le champ de bataille sous son cheval. Étant parvenu à se dégager, il réussit à regagner son corps, déguisé en berger, au bout d’une équipée de cinq jours.
Destitué en 1794 à la suite d'une accusation d'ivresse, il tente de se suicider d’un coup de pistolet dans la bouche. S’étant raté et le Comité de salut public l’ayant lavé de ses accusations, il est réintégré avant d’être nommé commandant de la place forte de Landrecies, ainsi que de Guise, de Saint-Quentin et du Quesnoy.
Il quitte l’armée en 1799. Nommé chef de la 10e légion des gardes nationales du département du Nord sous le Premier Empire, il refuse la proposition qui lui est faite de réintégrer l’armée.
Ayant épousé une censière de Grand-Fayt, Joséphine Lebrun, il s'installe dans la commune de Marbaix où il meurt en 1830. Sa maison, donnée au village, sert actuellement de mairie.